# 西小山駅

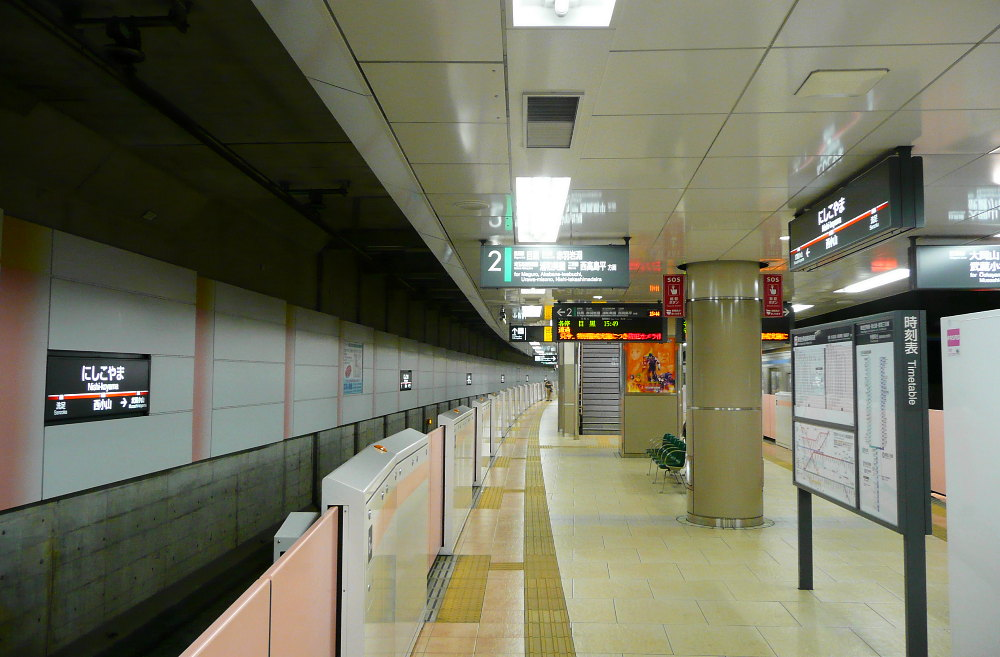
ホーム（2007年7月）

西小山駅（にしこやまえき）は、東京都品川区小山六丁目にある、東急電鉄目黒線の駅である。品川区最西端の駅である。駅番号はMG04。

## 歴史
- 1928年（昭和3年）8月1日 - 開業[1]。
- 1995年（平成7年）10月4日：当駅を含む目黒駅 - 洗足駅間の連続立体交差事業に事業着手[2]。
- 1999年（平成11年）6月5日：改良工事に伴い、仮橋上駅舎となる[3]。
- 2000年（平成12年）8月6日 - 目蒲線が目黒線と東急多摩川線に分割され、当駅は目黒線の駅となる[4][5]。
- 2001年（平成13年）7月29日 - ホームドアの使用を開始[6]。
- 2006年（平成18年）7月2日 - 地下化[7]。
- 2008年（平成20年）4月10日 - 駅ビル完成[8]。
- 2009年（平成21年）5月 - 駅前広場完成。

### 駅名の由来
小山八幡神社のある小高い山の西側に位置していることに由来するといわれている。

## 駅構造
島式ホーム1面2線を有する地下駅。改札口は地上1階にある。2006年7月2日に、盛土高架上の1面2線から地下1面2線へと移設された。
駅は立会川（周辺は暗渠化されている）流域の窪地にあるため、地上駅時代は駅の前後で勾配が出来る（到着時には下り勾配、発車時には上り勾配となり加速・減速に影響する）のを避ける目的で既存の線路の路盤を盛土で嵩上げして設置した。出改札口は高架下に設置されていたが、桁下2.75mと低かった。地上時代のホームは目黒との間で折返し運転を行うため、目黒寄りを切欠式としてY字状に1両分の折返し線を設置した。折返運転が廃止後も切欠は残されていたが、のちの4両化により切欠はなくなった。
ホームは地下2階に相当する。ホーム上には待合室がある。1階改札口からは階段・エスカレーターで地下1階に一旦下りたあと、目黒寄りのエスカレーターと日吉寄りの階段（エスカレーターを下りてUターン）にてホームに下りる。エレベーターは改札奥から地下1階を経てホームまで設置されている。トイレは1階エレベーター脇にあり、多目的トイレも設置する。
2008年4月10日に3階建の駅ビルが完成し、1階が出改札、2階に東急ストア、3階にサイゼリヤなどが入店している。
また駅ビル完成に合わせ、1階駅改札に隣接していた売店「toks」は閉店し、駅構内にローソンが出店していたが、2013年1月に閉店した。2013年3月21日、同じ駅構内の場所に文教堂が出店したが、2020年現在はタリーズコーヒーになっている。

### のりば
| 番線 | 路線   | 方向 | 行先                                   |
| ---- | ------ | ---- | -------------------------------------- |
| 1    | 目黒線 | 下り | 大岡山・日吉・新横浜・二俣川方面       |
| 2    | 目黒線 | 上り | 目黒・赤羽岩淵・浦和美園・西高島平方面 |

## 利用状況
2023年度の1日平均乗降人員は31,458人である。目黒線内では5位、そのうち急行通過駅では1位である。また、一部の急行停車駅よりも1日平均乗降人員が多い。
近年の1日平均乗降・乗車人員の推移は下記の通り。
| 年度               | 1日平均 乗降人員 | 1日平均 乗車人員 | 出典     |
| ------------------ | ---------------- | ---------------- | -------- |
| 1990年（平成02年） |                  | 15,416           | [ * 1 ]  |
| 1991年（平成03年） |                  | 15,369           | [ * 2 ]  |
| 1992年（平成04年） |                  | 15,230           | [ * 3 ]  |
| 1993年（平成05年） |                  | 14,825           | [ * 4 ]  |
| 1994年（平成06年） |                  | 14,493           | [ * 5 ]  |
| 1995年（平成07年） |                  | 14,172           | [ * 6 ]  |
| 1996年（平成08年） |                  | 13,953           | [ * 7 ]  |
| 1997年（平成09年） |                  | 13,756           | [ * 8 ]  |
| 1998年（平成10年） |                  | 13,556           | [ * 9 ]  |
| 1999年（平成11年） |                  | 13,380           | [ * 10 ] |
| 2000年（平成12年） |                  | 13,586           | [ * 11 ] |
| 2001年（平成13年） |                  | 13,982           | [ * 12 ] |
| 2002年（平成14年） | 27,987           | 14,085           | [ * 13 ] |
| 2003年（平成15年） | 28,139           | 14,251           | [ * 14 ] |
| 2004年（平成16年） | 27,845           | 14,447           | [ * 15 ] |
| 2005年（平成17年） | 29,285           | 15,121           | [ * 16 ] |
| 2006年（平成18年） | 30,769           | 15,885           | [ * 17 ] |
| 2007年（平成19年） | 31,478           | 16,205           | [ * 18 ] |
| 2008年（平成20年） | 32,136           | 16,422           | [ * 19 ] |
| 2009年（平成21年） | 32,762           | 16,688           | [ * 20 ] |
| 2010年（平成22年） | 33,281           | 16,929           | [ * 21 ] |
| 2011年（平成23年） | 33,670           | 17,134           | [ * 22 ] |
| 2012年（平成24年） | 34,576           | 17,589           | [ * 23 ] |
| 2013年（平成25年） | 35,356           | 17,957           | [ * 24 ] |
| 2014年（平成26年） | 35,397           | 17,951           | [ * 25 ] |
| 2015年（平成27年） | 36,416           | 18,467           | [ * 26 ] |
| 2016年（平成28年） | 37,052           | 18,778           | [ * 27 ] |
| 2017年（平成29年） | 37,508           | 19,000           | [ * 28 ] |
| 2018年（平成30年） | 37,686           | 19,085           | [ * 29 ] |
| 2019年（令和元年） | 37,342           | 18,907           | [ * 30 ] |
| 2020年（令和02年） | 26,545           |                  |          |
| 2021年（令和03年） | 27,612           |                  |          |
| 2022年（令和04年） | 29,454           |                  |          |
| 2023年（令和05年） | 31,458           |                  |          |

## 駅周辺
当駅の西側には品川区と目黒区の区境が走っている。駅の両側に商店街が広がり、その周辺は住宅地となっている。地上線跡は駅ビル、駐輪場のほか洗足駅との間に品川区が遊歩道「西小山緑道」を整備した。
品川区側
- 西小山駅ビル
- 西小山パテオ（商店街）
- サミットストア西小山店
- 品川小山五郵便局
- 品川区立荏原第六中学校
- 品川区立小山小学校
- 東京消防庁荏原消防署小山出張所
- 品川区荏原第二地域センター
- 昭和医科大学病院

目黒区側
- 業務スーパー西小山店
- 西小山にこま通り商店街

- 西小山ニコニコ通り商店街
- 目黒区立中央体育館
- 立会川緑道 - 桜の名所。品川区側にもまたがる
- 碑文谷八幡宮
- 円融寺
- 目黒原町郵便局
- 目黒区立碑小学校
- 目黒区立向原小学校
- 目黒区立原町小学校

2009年5月、駅前広場が新設され（タクシーのりばも設置）、品川区と目黒区により都市計画道路補助30号線が整備中である。
目黒区側においては木造住宅が密集しており、地震などの災害対策を目的として新たな街づくりが計画されている。
路線バスは駅前や近隣に発着しておらず、両隣の武蔵小山駅、洗足駅を利用することになる。

## 隣の駅
東急電鉄
 目黒線
■急行
通過
■各駅停車
武蔵小山駅 (MG03) - 西小山駅 (MG04) - 洗足駅 (MG05)